# Пер Улоф Енквіст

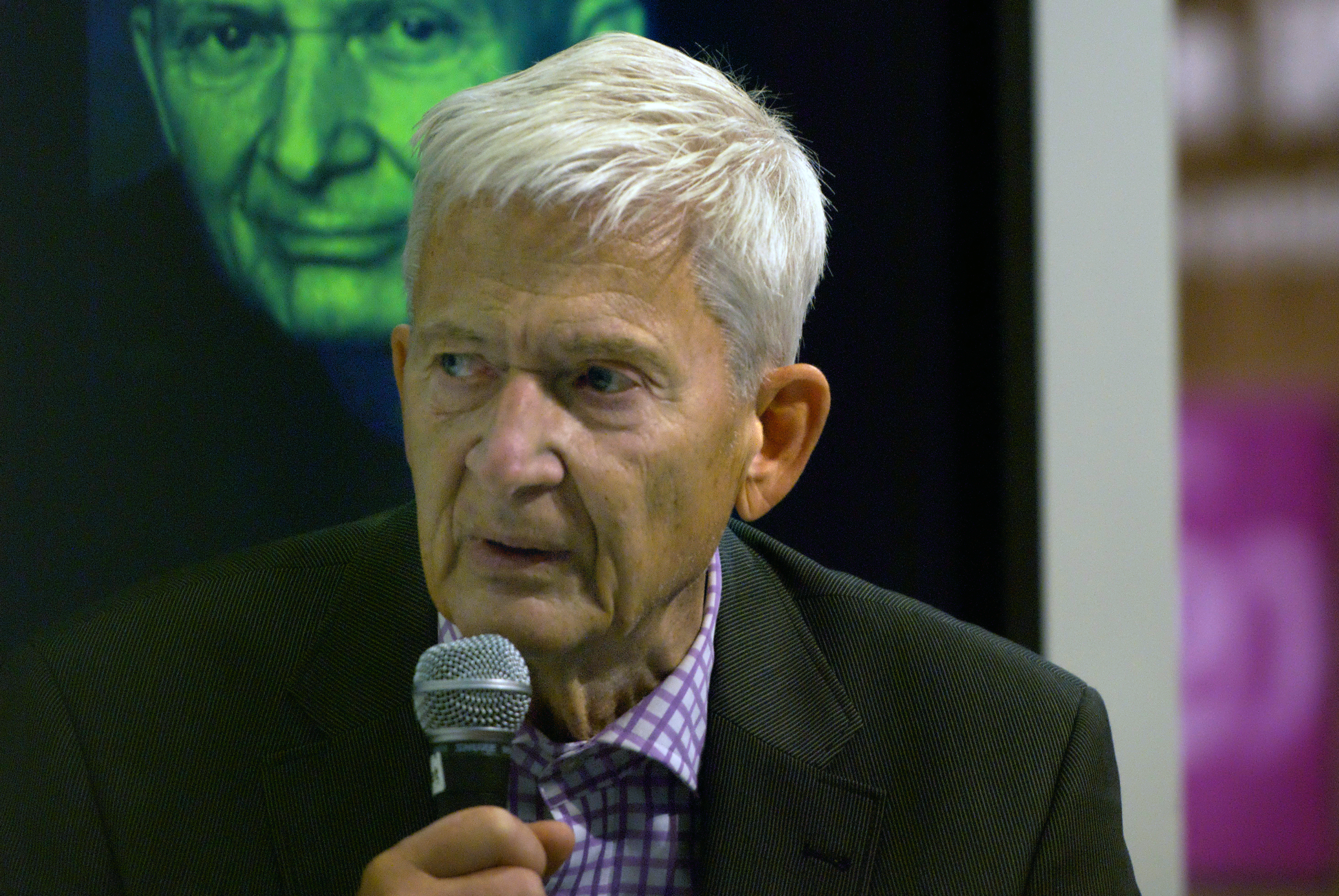
Пер Улоф Енквіст на Гетеборзькому книжковому ярмарку 2011 року.

Пер У́лоф Е́нквіст (швед. Per Olov Enquist); 23 вересня 1934, Йоґґбеле, лен Вестерботтен — 25 квітня 2020, Стокгольм) — шведський письменник, драматург, сценарист, критик і журналіст. Лауреат 23 премій, почесний доктор університетів Осло і Упсали.

## Біографія
Пер Улоф виріс на півночі Швеції. Його мати Мая-Марія Ліндґрен, вчителька в неповній середній школі, була дуже побожна й належала до членів Євангельського патріотичного товариства. Батько, лісничий Елуф Енквіст, помер, коли синові не було ще й року. 2007 року Пер Улоф так написав про своє дитинство: «Якщо народишся в глибині лісів, то дерева і земля — це надійність. Замість товаришів у забавах я мав великий ліс — весь для мене. Це сформувало мій сильний, незламний характер. Я був не сам. Мав сосни». У середині п'ятдесятих років Енквіст подавав великі надії як легкоатлет: у стрибках у висоту він мав результат 1,97 м. З 1955-го по 1964 рік навчався в Упсальському університеті, який закінчив із ступенем маґістра філософії. Відтак Енквіст працював критиком у газетах «Свенска даґбладет» і «Експрес», був репортером на Олімпійських іграх у Мюнхені. У 1970–1971 роках він жив у Західному Берліні, у 1973-му — в Лос-Анджелесі як гостьовий викладач Каліфорнійського університету, а з 1978 по 1993 рік — у Копенгагені, за винятком 1986–1988-го — років, прожитих у Парижі. Там письменник став зловживати спиртним, але вчасно схаменувся (це відображено в автобіографічному «Іншому житті»). З 1990 року він абстинент. До 1976 р. вів рубрики в мас-медіа й працював провідником на телебаченні.
Енквіст тричі одружувався. Від першого шлюбу з Марґаретою Ерссон має сина Матса і дочку Дженні. Другою жінкою (з 1980 по 1994 р.) була данська письменниця Лоне Бастгольм. Нині Енквіст одружений з Ґуніллою Турґрен, яка працювала заступником міністра культури. Подружжя живе у Ваксгольмі.

## Творчість
Дебютувавши як письменник у 1961 році романом «Кришталеве око», Енквіст приділяє велику увагу складній грі суб'єктивного й об'єктивного, відносного й абсолютного, ілюзорного й дійсного. Це добре видно на прикладі «П'ятої зими магнетизера» (1964 рік, екранізовано у 1999 році). Автор дає можливість читачеві самому вирішити, де межа між правдою й брехнею, та й чи взагалі таке треба визначати, раз уже постав нерозривний ланцюжок: шарлатанство — віра — зцілення. Парадоксально, але позірне зло породжує справдешнє добро. Завдяки експериментальній, новаторській формі оповіді в «Гессі» (1966) («метаромані», як його назвали критики, повному недомовок і схожому на дитячий конструктор своєю фраґментарністю) вдумливий читач сам стане своєрідним співавтором, склавши цілість твору — свою, індивідуальну. Балансування між фіктивним і достеменним, вифантазуваним і документально підтвердженим притаманне «Леґіонерам» (1968 р.; Юган Берґенстроле у 1970 році реалізував кіноверсію цього твору під назвою «Видача балтійців») та «Мандрівці Леві Петруса». Перший із цих романів характерний неоднозначністю й спірністю. Автор поставив під сумнів справедливість прийнятого у шведському соціумі трактування екстрадиції із Швеції до СРСР у 1946 році 167 балтійських леґіонерів, які у Другу світову воювали на боці Німеччини. У кількох творах зображені реальні особи й справжні події. Наприклад, у «Книзі про Бланш і Марі» (2004) йдеться про пацієнтку й любовницю видатного невролога Жана-Мартена Шарко, знану «королеву істерії» — Бланш Віттманн. Одужавши, вона працювала асистенткою в Марії Кюрі.
З усієї творчости Енквіста багато хто із знавців і звичайних читачів виділяє «Візит придворного лікаря» (1999) — багатоплановий, напрочуд глибокий у психологічному, філософському й морально-етичному плані історичний роман. З погляду різних дійових осіб зображено життя в Данії наприкінці XVIII століття, коли номінально нею правив напівбожевільний Крістіан Сьомий, а фактично — фаворит королеви Кароліни Матільди, німецький медик Йоганн Штрунзее. Твір запам'ятовується завдяки їдкій іронії, пронизливому трагізму й високій поетичності. Досі відомо не менш як 27 його перекладів різними мовами. «Візит придворного лікаря» нагороджено багатьма літературними преміями, зокрема в Німеччині, Франції, Італії. 2003 року у Великій Британії він дістав спеціальну премію, яку присуджують найкращим прозаїчним творам іноземних авторів. За рік після виходу роману шведська Спілка книговидавців удостоїла автора премією, яка має ім'я Авґуста Стріндберга.
Енквіст також писав теле- й кіносценарії: «Стріндберг. Життя», «Il Capitano» і «Гамсун». Як драматург, став широко відомий за кордоном завдяки вже першій п'єсі «Ніч трибад» (1975). Наступного року її переклали тридцятьма мовами. Кілька п'єс він створив спільно з Андерсом Енмарком, а з Інґмаром Бергманом поставив «Зразкове подружжя» в Королівському драматичному театрі.

## Твори

### Проза
- 1961 — Kristallögat — «Кришталеве око»
- 1963 — Färdvägen — «Шлях»
- 1964 — Magnetisörens femte vinter — «П'ята зима магнетизера»
- 1964 — Bröderna Casey (med Leif Nylén och Torsten Ekbom under pseudonymen Peter Husberg) — «Брати́ Кейсі» (разом з Лейфом Нюленом і Торстеном Екбумом)
- 1966 — Sextiotalskritik — «Критика шістдесятих років»
- 1966 — Hess — «Гесс»
- 1968 — Legionärerna: En roman om baltutlämningen — Леґіонери"
- 1971 — Sekonden — «Секундант»
- 1972 — Katedralen i München — «Собор у Мюнхенi»
- 1974 — Berättelser från de inställda upprorens tid — «Оповідання з часів придушених повстань»
- 1978 — Musikanternas uttåg — «Виступ музикантів»
- 1981 — Triptyk — «Триптих»
- 1982 — Doktor Mabuses nya testamente — «Новий заповіт доктора Мабусе» (разом з Андерсом Енмарком)
- 1985 — Nedstörtad ängel — «Скинутий ангел»
- 1986 — Två reportage om idrott — «Два репортажі про спорт»
- 1991 — Kapten Nemos bibliotek — «Бібліотека капітана Немо»
- 1992 — Kartritarna (essäsamling) — «Креслярі-картографи» (збірка есеїв)
- 1999 — Livläkarens besök — «Візит придворного лікаря»
- 2001 — Lewis resa — «Мандрівка Леві Петруса»
- 2003 — De tre grottornas berg — «Гора трьох печер»
- 2004 — Boken om Blanche och Marie — «Книга про Бланш і Марі»
- 2008 — Ett annat liv (självbiografi) — «Інше життя» (автобіографія)
- 2011 — Den tredje grottans hemlighet — «Таємниця третьої печери»
- 2013 — Liknelseboken — «Книжка подоб»

### Драматургія
- 1975 — Tribadernas natt — «Ніч трибад»
- 1976 — Chez Nous (med Anders Ehnmark) — «Chez Nous» (разом з Андерсом Енмарком)
- 1979 — Mannen på trottoaren (med Anders Ehnmark) — «Людина на хіднику» (разом з Андерсом Енмарком)
- 1980 — Till Fedra — «До Федри»
- 1981 — Från regnormarnas liv — «З життя дощових черв'яків»
- 1987 — Protagoras sats. På spaning efter det politiska förnuftet (med Anders Ehnmark) — «Теза Протагора» (разом з Андерсом Енмарком)
- 1988 — I lodjurets timma — «У годину рисі»
- 1994 — Tre pjäser — «Три п'єси»
- 1998 — Bildmakarna — «Зразкове подружжя»
- 2000 — Systrarna — «Сестри»

### Сценарії фільмів
- 1970 Baltutlämningen — «Видача балтійців»
- 1985 August Strindberg. Ett liv — «Стріндберг. Життя» (сценарій телесеріалу)
- 1987 Pelle erövraren — «Пелле-завойовник»
- 1996 Hamsun — «Гамсун»

## Українські переклади
- Пер Улоф Енквіст. Із життя дощових черв'яків. — Київ: Б. і., 1990. — 59 с. (переклала Ольга Сенюк)
- Пер Улоф Енквіст. Візит придворного лікаря. — Тернопіль : Крок, 2014. — 276 с. (переклав Олег Король)
- Пер Улоф Енквіст. Книга про Бланш і Марі. — Львів : Видавництво Старого Лева. — 224 с. (переклала Софія Волковецька)

## Нагороди і відзнаки
2005 року засновано Премію Пера Улофа Енквіста
- 1966 — Літературна премія газети «Свенска даґбладет»
- 1969 — Літературна премія Північної Ради (за «Леґіонерів»)
- 1969 — Велика заохочувальна літературна премія
- 1971 — Медаль БМФ (Товариства сприяння бібліотекам)
- 1975 — Премія Сіґне Екблад-Ельд
- 1988 — Премія «Аніара»
- 1988 — Велика заохочувальна літературна премія
- 1992 — Літературна премія АБФ (Товариства робітничої освіти)
- 1993 — Премія Ейвінда Юнсона
- 1994 — Велика премія «Товариства Дев'яти» (пам'яті Лоттен фон Кремер)
- 1995 — Особиста премія Івара Лу-Юганссона
- 1996 — Кінопремія «Хрущ» за найкращий кіносценарій (за фільм «Гамсун»)
- 1997 — Літературна премія Сельми Лагерлеф
- Премія Авґуста (заснована Шведською спілкою видавців)
  - 1999 — (за «Візит придворного лікаря»)
  - 2008 — (за «Інше життя»)
- 1999 — Медаль БМФ (Товариства сприяння бібліотекам) (за «Візит придворного лікаря»)
- 2002 — Премія Ґерарда Бонніра
- 2003 — Премія Неллі Закс
- 2003 — Премія іноземної літератури «Індепендент» (за «Візит придворного лікаря»)
- 2005 — Літературна премія «Коріна» (від газети «Ді цайт») (за твір «Книжка про Бланш і Марі»)
- 2008 — Звання почесного доктора університету в Осло
- 2009 — Премія «Іріс» (за озвучену книжку «Інше життя»)
- 2009 — Державна австрійська премія для європейської літератури
- 2010 — Скандинавська премія Шведської академії
- 2011 — Звання почесного доктора Уппсальського університету
- 2013 — Медаль Геденвінда